# Forst Bayerdießen

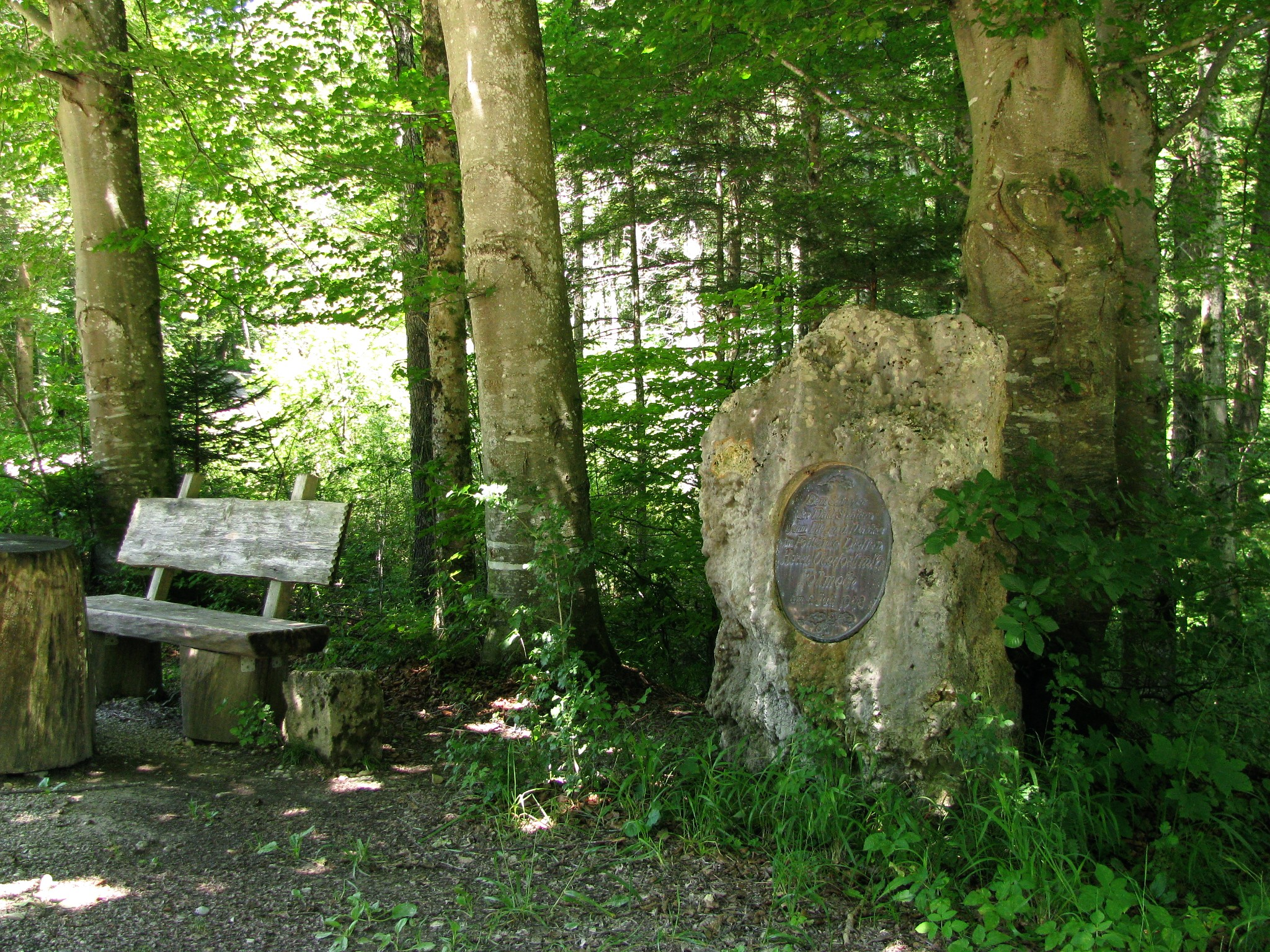
Denkmal von 1948 im Forst Bayerdießen

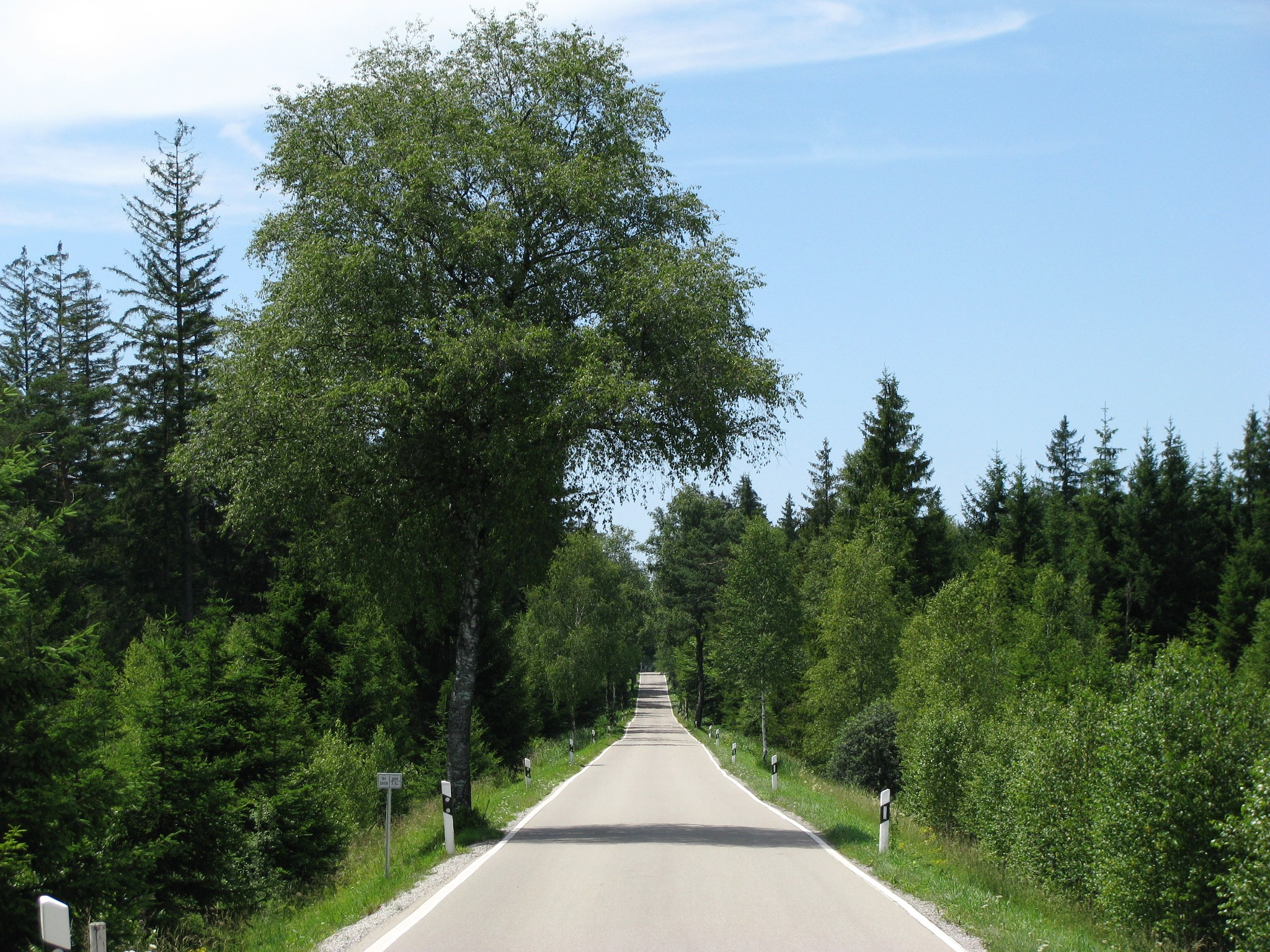
Staatsstraße St2055 im Forst Bayerdießen

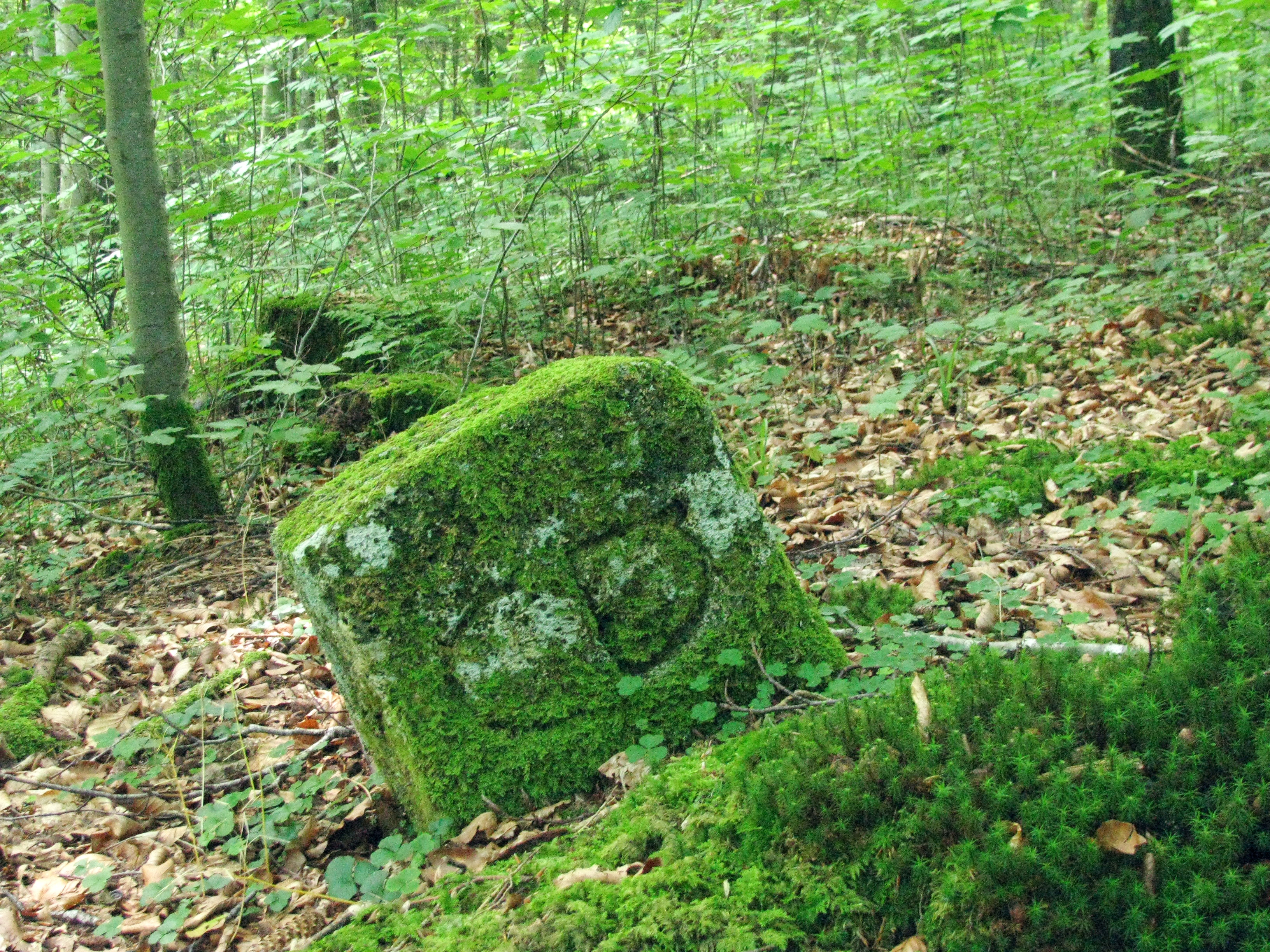
Grenzstein des Klosters Dießen von 1680

Der Forst Bayerdießen ist ein forstwirtschaftlich und ökologisch bedeutsames Waldgebiet im bayerischen Alpenvorland zwischen Dießen am Ammersee und Wessobrunn.

## Geografie
Das zusammenhängende Waldgebiet um den Forst Bayerdießen erstreckt sich über 3300 Hektar auf einem Höhenzug südwestlich des Ammersees auf einer Höhe von 570 bis 740 m ü. NHN. Anteil am Waldgebiet haben der Markt Dießen am Ammersee und die Gemeinde Rott im Landkreis Landsberg am Lech, sowie die Gemeinden Wessobrunn und Raisting im Landkreis Weilheim-Schongau.
Eine Teilfläche ist die Gemarkung  Bayerdießen, die ausschließlich 1418 Hektar Staatsforst umfasst.
Durch den Forst verläuft ein Abschnitt des König-Ludwig-Wegs.

## Naturraum
Das Waldgebiet wird nur durch die Staatsstraße 2055 zerschnitten, die einzige Ansiedlung bildet die Einöde Abtsried.
Im Forst befindet sich ein Landschaftsschutzgebiet zum Erhalt des Bergkiefernbestandes Beermoos bei Abtsried. Weiterhin existiert das Naturschutzgebiet Erlwiesfilz, Bremstauden, Am Eschenbächel.
Zahlreiche Flussläufe finden sich im Forst Bayerdießen, die bedeutendsten sind dabei die Rott und deren Zufluss, der Hintere Krebsbach.

## Geschichte
Aus vor- und frühgeschichtlicher Zeit stammen eine im Bereich der Flur Viehhaus gelegene Abschnittsbefestigung und mehrere Grabhügel nördlich von Abtsried.
Zu römischer Zeit verlief eine Römerstraße von Bregenz nach Salzburg durch das Forstgebiet. Noch heute ist der Straßenkörper an einigen Stellen erkennbar.
Nördlich von Stillern befindet sich der Burgstall der ehemaligen Menburg aus dem 11. Jahrhundert.
Erstmals urkundlich erwähnt wird der Forst 1391 als Bestandteil des landesherrlichen Pfleggerichtes Rauhenlechsberg. Es handelt sich hier wohl um den Forst einer alten Königspfalz, der an die Grafen von Dießen kam und von diesen 1248 an die Wittelsbacher fiel.
Schließlich wurde 1599 das Forstgericht aus dem Pfleggericht Rauhenlechsberg herausgelöst und mit dem Seegericht Dießen vereinigt.
Durch den Forst Bayerdießen verlief seit dem Mittelalter die Grenze zwischen dem Kloster Dießen und dem Kloster Wessobrunn. Von diesem Grenzverlauf zeugen noch heute einige Grenzsteine aus dem Jahr 1680. Heutzutage bildet sie die Grenze zwischen den Landkreisen Landsberg am Lech und Weilheim-Schongau.
Im Zuge der Säkularisation 1802/03 fiel das Forstgebiet an Kurbayern, zur Verwaltung des damals 5496 ha großen Forstes wurde am 22. November 1803 ein Forstamt in Dießen eingerichtet. Erster königlicher Revierförster wurde der ehemalige Markt-, See- und Forstrichter. Das Forstamt wurde 2006 im Zuge der Forstreform aufgelöst.